# デ・ハビランド プス・モス
デ・ハビランド プス・モス
1931年に初登録されたデ・ハビランド プス・モス（G-ABLS）
- 用途：軽多用途機
- 製造者：デ・ハビランド・エアクラフト
- 初飛行：1929年9月9日
- 生産数：284機
- 運用開始：1930年3月

デ・ハビランド DH.80A プス・モス（de Havilland DH.80A Puss Moth）は、英国のデ・ハビランド・エアクラフト社で設計され、1929年から1933年にかけて生産された3座の高翼単葉機である。本機の飛行速度は200 km/h（124 mph）に達し、当時としては高性能な民間機の1機種であった。

## 設計の歴史
1929年9月に初飛行した愛称を持たないDH.80試作機は、英国での個人飛行の流行に向けて設計された。全木製の流麗なこの機体はデ・ハビランド ジプシー III倒立直列エンジンを搭載しており、初期のジプシー IIエンジンの様にシリンダーヘッドが機首に突き出すことが無くなっていた。
試作機のテスト後にDH.80は、胴体を羽布張り鋼管フレーム構造に変更してDH.80A プス・モスと改称された。最初の量産型機は1930年3月に飛行し、即座にオーストラリアとニュージーランドへの販売促進ツアーに送り出された。受注はすぐに集まり、1933年3月までの3年間の生産期間中に259機が英国で生産され、更に25機がデ・ハビランド・カナダ社で製造された。多くの機体は130 hp（97 kW）のジプシー・メジャー エンジンを搭載し、初期の機体よりも幾分高い性能を発揮した。
多くのDH.80Aは個人所有機として使用されたが、多くは旅客輸送と郵便輸送の双方の商業分野でも使用された。座席は通常2座であった。商業使用の場合は前席の横に、幾分互い違いに配した後席を設けた。これは後席の乗客の脚を出せるように配慮されたものである。後席には2名の乗客を乗せることができた。
DH.80Aは、より高性能のDH.85 レパード・モスに生産ラインを明け渡した。この機体は合板製の胴体を持ち、より安価に製造でき、同一の130 hp（97 kW）のジプシー・メジャー エンジンを搭載した。
残存する英国の民間で使用されていた機体は第二次世界大戦中に連絡機として使用するために徴発された。ごく僅かな機数が21世紀初めになっても生き残っている。

## 記録飛行など
DH.80Aは1930年代初めに多くの記録飛行に使用された。1931年初めにネヴィル・ヴィンセントは、G-AAXJ機で英国からセイロンへの飛行を初めて行った。1931年7月から8月にエミー・ジョンソンは、G-AAZI「ジェイソン II」（Jason II）で東京への8日間単独飛行を行った。1931年遅くにはオーストラリア人飛行士のバート・ヒンクラーが、カナダ製のCF-APK機を用いてニューヨーク - ジャマイカ、ジャマイカ - ベネズエラと、南大西洋西東横断（史上2人目の単独大西洋横断飛行）を22時間で成し遂げた。これら一連の飛行は、航空史上重要な飛行であった。
プス・モスでの最も有名な記録飛行はジム・モリソンがG-ABXY 機で1932年8月に行った飛行である。これは「ザ・ハーツ・コンテント」（The Heart's Content）号による、初の単独大西洋東西横断であった。さらに1933年2月にはリム飛行場からナタールへの南大西洋東西横断飛行が行われた。ジム・モリソンの妻のエミー・ジョンソンは1932年にG-ACAB「デザート・クラウド」（Desert Cloud）機で英国からケープタウンまでの記録飛行を行った。
C.J. メルローズ（C.J. Melrose）は、1934年のマックロバートソン・エアレースに参加し、「'My Hildegarde'」と名付けたVH-UQO機に搭乗して、10日と16時間という記録で翔破、総合7位、ハンデキャップで2位の成績を残した。
DH.80は、D-デイを含む第二次世界大戦中の様々な戦いでも使用された。

## 日本での運用
日本では1931年以降、日本陸軍がデ・ハビランド社から購入した6機と愛国号として民間から献納された5機のDH.80を連絡や輸送に使用したほか、朝日新聞社で4機、満洲航空で10機を輸入して使用している。
また、満洲航空航空工廠（のちに満洲飛行機）では「満航式三型」の名称でDH.80の国産化がなされており、10数機が生産された。陸軍の愛国号のうち、1933年4月に満洲在住官民から献納された4機（満洲号）は満航式三型である。
この他、満洲事変の際には中華民国国民革命軍所属のDH.80が日本側に鹵獲されており、その後関東軍飛行隊本部などで連絡機として用いられている
。

## 技術的欠陥
DH.80Aは初期の段階で一連の致命的な墜落事故に悩まされた。最も有名なものは1933年1月7日にオーストラリア人飛行士のバート・ヒンクラーがCF-APK機でアルプス越えの飛行を行ったときのものであった。この原因は最終的に乱気流により主翼に発生したフラッターであることが究明され、これを是正するために主翼付け根の後に小さな支柱が追加された。1機のDH.80Aがヨーロッパ・ツーリング機選手権の1934年度大会に参加したが、最終ステージの一つでエンジン故障のために脱落した。

## 派生型
- デ・ハビランド DH.80：120 hp (89 kW) のデ・ハビランド ジプシー III エンジンを装置した試作機。
- デ・ハビランド DH.80A プス・モス：ほとんどが130 hp (97 kW) のジプシー・メジャー エンジンを搭載した2又は3座の軽飛行機。
- 満航式三型 - 満洲航空航空工廠（のちに満洲飛行機）で生産された機体[3]。

## 運用
ニュージーランド
- ニュージーランド空軍
  - 第42飛行隊

 スペイン
- スペイン共和国空軍

 スペイン
- スペイン空軍

 イギリス
- イギリス空軍
  - 第510飛行隊

 中華民国
- 中華民国軍

 日本
- 大日本帝国陸軍

## 要目
（DH.80）
- 乗員：1名
- 乗客：1又は2名

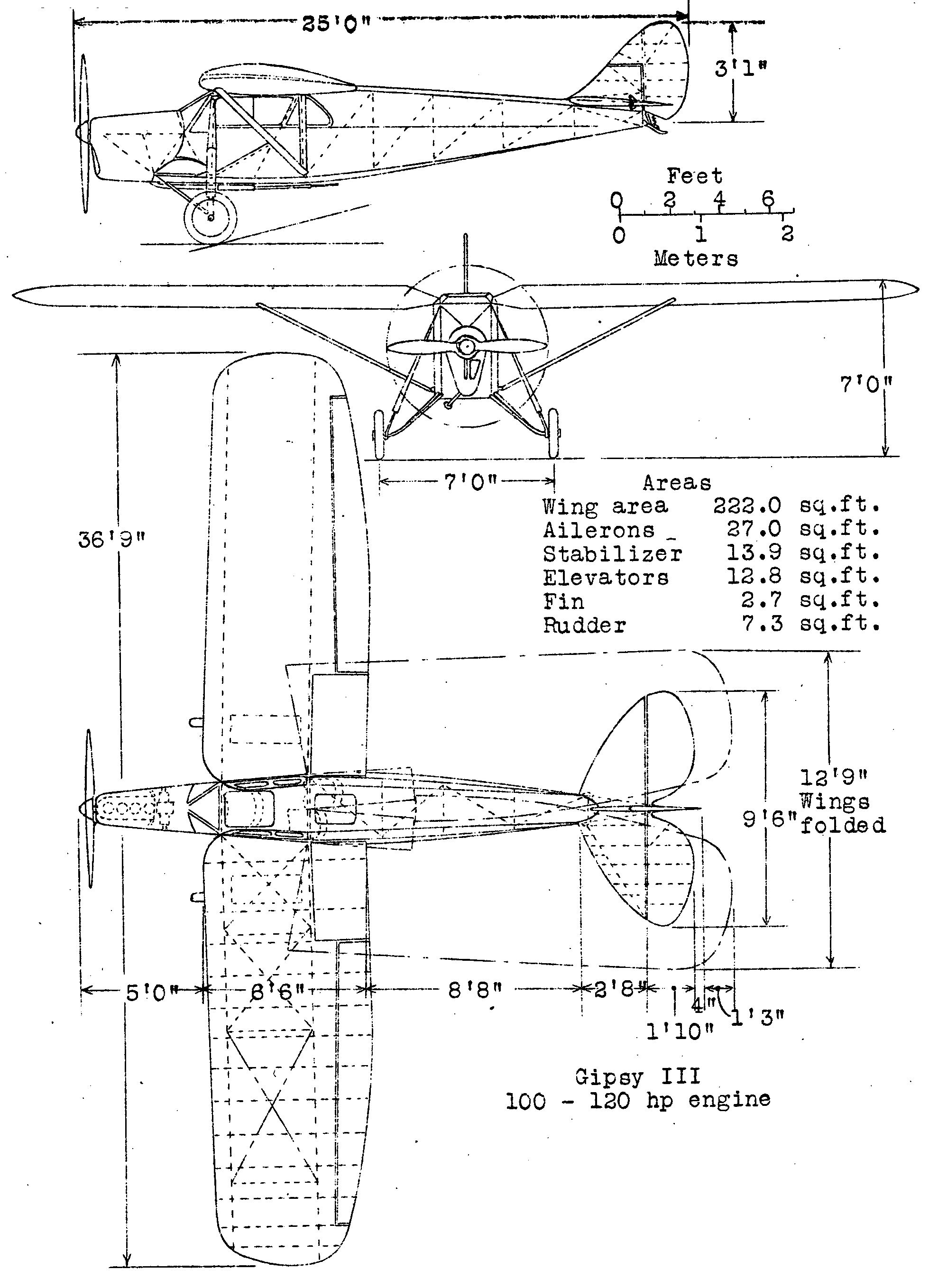
デ・ハビランド プス・モス

- 全長：7.6 m (25 ft 0 in)
- 全幅：11.2 m (36 ft 9 in)
- 全高：2.1 m (7 ft 0 in)
- 翼面積：20.6 m² (222 ft²)
- 空虚重量：575 kg (1,265 lb)
- 全備重量：932 kg (2,050 lb)
- エンジン：デ・ハビランド ジプシー 直列4気筒 空冷エンジン、120 hp (97 kW)
- 最大速度：196 km/h (128 mph)
- 航続距離：483 km (300 mi)
- 巡航高度：3,335 m (17,500 ft)
- 上昇率：192 m/分 (630 ft/分)